# Marvel Future Avengers
A Marvel Future Avengers (マーベル フューチャー・アベンジャーズ; Māberu fu~yūchā abenjāzu) japán animesorozat, amelyet Szató Júzó rendezett. A Marvel Entertainment és a Madhouse együttműködésével készült. A zenéjét Takahasi Tecuja szerezte. 
A 39 részes sorozatot Japánban 2017. július 22. és 2018. október 22. között a Dlife vetítette. Amerikában az első évadot a Disney+ streaming szolgáltató mutatta be 2020. február 28-án.

## Szereplők
| Szereplő                             | Japán hang       | Angol hang              |
| ------------------------------------ | ---------------- | ----------------------- |
| Makoto / Hurikán                     | Kanada Aki       | Max Mittelman           |
| Adi / Codec                          | Tamaru Acusi     | Xander Mobus            |
| Chloe / Charade                      | Kimura Juri      | Jeannie Elias           |
| Bruno / Twister                      | Hamazoe Sinya    | Todd Haberkorn          |
| Tony Stark / Vasember                | Hanava Eidzsi    | Mick Wingert            |
| Steve Rogers / Amerika Kapitány      | Nakaja Kazuhiro  | Roger Craig Smith       |
| Thor                                 | Kase Jasujuki    | Patrick Seitz           |
| Bruce Banner / Hulk                  | Macuda Kenicsiro | Fred Tatasciore         |
| Janet van Dyne / Darázs              | Kaori Mizuhasi   | Kari Wahlgren           |
| P.É.N.T.E.K                          | TBA              | Colleen O'Shaughnessey  |
| Carol Danvers / Marvel Kapitány      | TBA              | Erica Lindbeck          |
| Samuel Sterns / Leader               | TBA              | Ben Diskin              |
| Ezekiel Stane / Iron Monger          | TBA              | Ben Diskin              |
| Bucky Barnes / A tél katonája        | TBA              | Yuri Lowenthal          |
| Kamala Khan / Ms. Marvel             | TBA              | Kathreen Khavari        |
| Loki                                 | TBA              | Trevor Devall           |
| Natasha Romanoff / Fekete Özvegy     | TBA              | Laura Bailey            |
| Peter Parker / Pókember              | TBA              | Robbie Daymond          |
| Johann Schmidt / Vörös Koponya       | TBA              | Liam O’Brien            |
| Dr. Stephen Strange / Doctor Strange | TBA              | Liam O’Brien            |
| Sam Wilson / Sólyom                  | TBA              | Bumper Robinson         |
| Clint Barton / Sólyomszem            | TBA              | Christopher Corey Smith |
| T’Challa /Fekete Párduc              | TBA              | James Mathis III        |
| Daniel Rand / Vasököl                | TBA              | Johnny Yong Bosch       |
| Norman Osborn / Zöld Manó            | TBA              | Dave Wittenberg         |
| Wade Wilson / Deadpool               | TBA              | Jason Spisak            |
| Arnim Zola                           | TBA              | Kirk Thornton           |
| Hot dog árus                         | TBA              | Stan Lee                |

## Évadok
| Évad | Évad | Epizódok | Eredeti sugárzás | Eredeti sugárzás  | Amerikai sugárzás | Amerikai sugárzás | Magyar sugárzás | Magyar sugárzás |
| Évad | Évad | Epizódok | Évadpremier      | Évadfinálé        | Évadpremier       | Évadfinálé        | Évadpremier     | Évadfinálé      |
| ---- | ---- | -------- | ---------------- | ----------------- | ----------------- | ----------------- | --------------- | --------------- |
|      | 1    | 26       | 2017. július 22. | 2018. január 20.  | 2020. február 28. | 2020. február 28. | TBA             | TBA             |
|      | 2    | 13       | 2018. július 30. | 2018. október 22. | 2020. május 22.   | 2020. május 22.   | TBA             | TBA             |